# Odondebuenia balearica
Odondebuenia balearica е вид лъчеперка от семейство Попчеви (Gobiidae), единствен представител на род Odondebuenia.

## Разпространение
Видът е разпространен в Босна и Херцеговина, Гърция (Егейски острови), Испания, Италия, Кипър, Словения, Турция, Франция, Хърватия и Черна гора.